# تاریخ ناگاها
ناگاها مجموعه‌ای از اقوام تپه‌نشین هستند که عمدتاً در شمال شرق هند، به‌ویژه در ایالت ناگالند و بخش‌هایی از مانیپور، آسام و آروناچال پرادش زندگی می‌کنند. گروه‌های بزرگی از آن‌ها همچنین در مناطق مرزی میانمار ساکن‌اند. از نظر تبار، ناگاها بخشی از خانوادهٔ گسترده‌تر اقوام تبتی-برمه‌ای به‌شمار می‌روند و زبان‌هایشان در شاخهٔ تبتی-برمه‌ای از خانوادهٔ زبان‌های چین-تبتی جای می‌گیرد.
تاریخ ناگاها به قرن‌ها پیش بازمی‌گردد، اما نخستین بار در منابع مکتوب دورهٔ قرون وسطی، در اسناد پادشاهی آهوم ثبت شده‌اند. این قوم معمولاً در انزوای فرهنگی و جغرافیایی زندگی می‌کردند و ارتباط مستقیمی با جهان خارجی نداشتند. اما در قرن نوزدهم، وضعیت تغییر کرد؛ امپراتوری برمه بین سال‌های ۱۸۱۷ و ۱۸۲۶ چندین بار وارد آسام شد و ناگاها را به‌طور موقتی تحت سلطه خود درآورد. با این حال، پس از پیمان یاندابو در سال ۱۸۲۶، بریتانیا آسام را در سال ۱۸۲۸ ضمیمه کرد و کنترل بر ناگاها را در دست گرفت.
در دهه‌های پس از آن، بریتانیا به‌منظور تثبیت سلطه‌اش، چندین لشکرکشی از ناحیه ناگا انجام داد. در سال ۱۸۴۵، پیمان عدم تعرضی با چند تن از رؤسای قبیلهٔ ناگا امضا شد تا حملات ناگاها به مناطق تحت کنترل بریتانیا متوقف شود. ولی ناگاها به حملات خود ادامه دادند و برخی از آن‌ها، به‌ویژه قبیلهٔ انگامی، با استفاده از تاکتیک‌های چریکی در مقابل سرکوب‌های استعماری مقاومت کردند.
در جنگ جهانی اول، دو هزار تن از ناگاها در ارتش بریتانیا به مبارزه در جبههٔ غربی اعزام شدند. در جنگ جهانی دوم، شمار بیشتری از آن‌ها در جنگ علیه نیروهای ژاپنی در کمپین برمه شرکت کردند.
پس از استقلال هند در سال ۱۹۴۷، ناگاها به شهروندان هندی تبدیل شدند. با این حال، از سال ۱۹۵۸ تاکنون، منطقه ناگالند صحنهٔ درگیری‌های قومی و سیاسی بوده که بخشی از آن ناشی از خواست برخی گروه‌ها برای خودمختاری یا استقلال بیشتر است.

## مبلغان مسیحی
مبلغان پروتستان آمریکایی در سدهٔ نوزدهم در میان ناگاها موفق به مسیحی‌کردن بسیاری شدند. این روند سبب کنار گذاشتن بسیاری از آیین‌ها و سنت‌ها شد و همراه با گسترش آموزش به سبک بریتانیایی، بخشی از ورود «امروزی‌شدن» به تپه‌های ناگا به‌شمار آمد. نخستین مبلغی که در تپه‌های ناگا حضور یافت، کشیش مایلز برانسون در سال ۱۸۳۹ بود که مدتی کوتاه در میان نوکته ناگا در نامسانگ در قلمرو بخش تیراپ در آروناچال پرادش امروزی زندگی کرد. در دههٔ ۱۸۷۰، دکتر و همسرش ای. دبلیو. کلارک در میان آئوها فعالیت کردند. آن‌ها با کمک فردی به نام گادهولا، یک مسیحی آسام، نخستین کلیسا یعنی کلیسای باپتیست را در مولونگکیمونگ (دهکدهٔ دِخا هایمونگ) در سال ۱۸۷۲ بنیان گذاشتند.
با پذیرش مسیحیت، مردم به تدریج هویت مشترک «ناگا» را پرورش دادند که فاصلهٔ چشمگیری با تمایزات پیشین میان روستاهای درگیر در جنگ داشت. امروزه بیش از ۹۵ درصد ناگاها خود را مسیحی می‌دانند که بیشترشان باپتیست هستند.

## مقاومت و مبارزه برای هویت
تپه‌های ناگا مدت‌ها از فرهنگ‌های بیرونی جدا مانده بودند و به همین دلیل منطقه‌ای با سابقهٔ مقاومت به‌شمار می‌رفت. شکل‌گیری روحیهٔ ملی‌گرایی و هویت مشترک در میان ناگاها پدیده‌ای تازه بود. طبق سنت‌های آنان، هر روستا همچون جمهوری مستقلی عمل می‌کرد و در آغاز خواستار رهایی از هرگونه سلطهٔ بیرونی بودند.
آموزش امروزی همراه با فعالیت‌های مسیحی به سیاسی‌شدن قومیت ناگا کمک کرد. در سال ۱۹۱۸، گروهی از ناگاهای تحصیل‌کرده «باشگاه ناگا» را بنیان گذاشتند که در سال ۱۹۲۹ به کمیسیون سایمون نوشتند و خواستار آن شدند که «ناگاها نباید در طرح اصلاحات هند گنجانده شوند».
در ۱۴ اوت ۱۹۴۷، یک روز پیش از استقلال هند از بریتانیا، ناگاها نخستین گروه قومی شمال شرق بودند که سرزمین خود را به‌عنوان دولتی مستقل اعلام کردند. انگامی زاپو فیزو این جنبش را با شورای ملی ناگا (NNC) رهبری کرد. در واپسین روزهای راج بریتانیا، او کوشید تا کشوری مستقل برای ناگاها به‌دست‌آورد. در ژوئن ۱۹۴۷ توافق‌نامه‌ای ۹ ماده‌ای امضا شد که حق تعیین سرنوشت ناگاها پس از ده سال و وحدت سیاسی آنان را به رسمیت می‌شناخت، اما بر سر تفسیر آن اختلاف پدید آمد و بسیاری از اعضای NNC مخالفت کردند.
NNC در ۱۴ اوت ۱۹۴۷ استقلال ناگاها را از بریتانیا اعلام کرد. در مه ۱۹۵۱، این شورا مدعی شد که ۹۹ درصد ناگاها در همه‌پرسی جدایی از هند رأی داده‌اند، اما دولت دهلی آن را رد کرد. در سال ۱۹۵۲، ارتش ناگا تأسیس شد و جنگ چریکی آغاز گردید. ارتش هند با قوهٔ قهریه این جنبش را سرکوب کرد. فیزو از منطقه گریخت، از پاکستان شرقی گذشت و به لندن رفت و تا مرگش در ۱۹۹۰ الهام‌بخش جنبش استقلال باقی ماند.

## ایالت، دسته‌بندی‌ها و آتش‌بس‌ها
ایالت ناگالند در یکم دسامبر ۱۹۶۳ به‌طور رسمی به‌عنوان شانزدهمین ایالت هند شناخته شد. این ایالت شامل یازده بخش اداری است که ۱۶ گروه عمدهٔ قومی ناگا و زیرگروه‌های دیگر در آن زندگی می‌کنند. هر گروه آیین‌ها، زبان و پوشش متمایزی دارد.
پس از آن تلاش‌هایی برای صلح آغاز شد. شورای کلیسای باپتیست ناگالند (NBCC) نقش مهمی ایفا کرد و در سومین گردهمایی خود در وُخا (۳۱ ژانویه – ۲ فوریه ۱۹۶۴) با حضور ۵ هزار نماینده از همهٔ گروه‌ها، قطعنامه‌ای تاریخی برای آغاز «گفت‌وگوهای صلح» صادر کرد.
این روند منجر به تشکیل «هیئت صلح» شد که شامل مایکل اسکات کشیش انگلیکان، جی‌پراکاش نارایان رهبر گاندیایی، و بی‌مالا پراساد چالیها نخست‌وزیر وقت آسام بود.

### توافق‌نامه آتش‌بس ۱۹۶۴
هیئت صلح با پشتیبانی رهبران کلیسایی و دولت ایالتی موفق شد توافقی برای آتش‌بس به امضا برساند. این توافق در ۶ سپتامبر ۱۹۶۴ اعلام شد اما در ۲۳ مه همان سال در دهکدهٔ ساکرابا در بخش فِک امضا گردید.
پس از این توافق، چندین دور گفت‌وگو میان رهبران ناگا و دولت هند صورت گرفت، از جمله شش دور مذاکره در سال‌های ۱۹۶۶ و ۱۹۶۷ میان ایندیرا گاندی نخست‌وزیر هند و رهبران ناگا. با وجود این، نتیجهٔ مثبتی به‌دست نیامد.

### دورهٔ ناامنی و تداوم درگیری
دهه‌های ۱۹۷۰ و ۱۹۸۰ با ترور رهبران ناگا، درگیری‌های خونین، لغو آتش‌بس و تصویب قانون حکومت مرکزی سپری شد. توافق شیلونگ در ۱۹۷۵ که طی آن برخی رهبران ناگا قانون اساسی هند را پذیرفتند، به پیدایش شکاف و دسته‌بندی در میان جنبش استقلال‌طلبان انجامید. این وضعیت به شکل‌گیری شورای ملی سوسیالیست ناگا (NSCN) و بعداً شاخه‌های متعدد آن انجامید. درگیری‌های قومی نیز در ایالت‌های همسایه مانند مانیپور شدت گرفت.

### آتش‌بس ۱۹۹۷ و پس از آن
پس از گفت‌وگوها با NSCN (IM)، دولت هند در ۲۵ ژوئیه ۱۹۹۷ آتش‌بس را اعلام کرد که از اول اوت اجرا شد. این آتش‌بس چندین بار تمدید شد، اما اختلاف‌ها دربارهٔ قلمرو ناگاها در ایالت‌های دیگر همچنان مانع صلح کامل شد.
تلاش‌ها برای رسیدن به صلح کامل همچنان ادامه دارد و این موضوع برای مردم ناگالند و توسعهٔ شمال شرق هند حیاتی است.